# Piauí (revista)
Piauí (estilizado em minúsculas) é uma revista mensal brasileira de jornalismo, comentários, crítica, ensaios, ficção, sátira, charges e poesia. Idealizada pelo cineasta João Moreira Salles e lançada em outubro de 2006, a publicação pertence à Editora Alvinegra. O conteúdo da revista está hospedado no site da Folha de S.Paulo por uma parceria editorial, enquanto o sistema de assinatura é gerenciado pela Editora Abril, contudo, ela não pertence a nenhuma das duas gigantes da comunicação. Em 7 de outubro de 2021, a revista passou a ser gerida pelo Instituto Artigo 220, uma entidade sem fins lucrativos mantida por um fundo patrimonial.
Embora tenha uma tiragem mensal modesta de 50 mil exemplares, a Piauí é reconhecidamente uma das principais publicações formadoras de opinião no Brasil.
Diferentemente das revistas convencionais do mercado editorial brasileiro, a Piauí pratica jornalismo literário. Esse modelo foi inspirado nas revistas brasileiras Senhor e Realidade, além da estadunidense The New Yorker.
João Moreira Salles nunca ressaltou publicamente a escolha deste gênero, pois acredita que se trata de "um nome pomposo, que quer se aproximar da eternidade da literatura". Para ele, "o que a Piauí faz é contar bem uma história". Além de pautas pouco convencionais, o tratamento dado às reportagens geralmente assemelha-se ao de uma narrativa ficcional.

## Características da revista
A Piauí pode ser enquadrada no conjunto de obras que se convencionou chamar de jornalismo literário, uma vez que apresenta elementos comuns à produção literária, como a enumeração de cenas, a descrição detalhada de ambientes e personagens e a fuga da objetividade. Além disso, o periódico não tem uma temática específica, não aborda temas explorados pela mídia, não tem manchete de capa e não tem uma linha editorial definida. Deste modo, permite que o repórter seja mais autoral em seus textos, o livrando da obrigação da pirâmide invertida e do lide naquilo que escreve. Ou seja, os títulos e os textos não têm comprometimento com o padrão das técnicas jornalísticas, tendo estes as possibilidades de serem longos, subjetivos, irônicos, divertidos, instigantes e até mesmo fictícios. A naturalidade da escrita e a recusa à técnica do lide favorecem a construção de uma história real com qualidade estética, de modo a dar vida e perenidade à reportagem.

### Valorização da narração e da descrição
A Piauí apresenta reportagens construídas a partir de estruturas narrativas e não unicamente de fatos expositivos, o que contribui para a humanização da reportagem, levando-a a alcançar uma dimensão maior de compreensão do personagem. O uso da descrição é também um importante aspecto nessa compreensão, visto que é através desse recurso que o leitor é apresentado aos personagens. A partir da narração, é possível conhecer melhor a trajetória dos personagens, enquanto a descrição permite ao leitor construir uma imagem mental destes e dos ambientes que compõem a reportagem. Estes recursos atuam, portanto, como elementos contextualizadores, contribuindo para o aprofundamento dos temas explorados.

#### Características simbólicas
São todos os detalhes simbólicos perceptíveis no cotidiano das pessoas, como de gestos, hábitos, olhares, poses, jeito de andar e outros. O registro de características simbólicas relaciona-se à riqueza da descrição e também ao trabalho com a linguagem. Ao fazer uso de tal recurso, a narrativa é enriquecida e afasta-se da objetividade que é pressuposta pela presença do lide (sic?) no texto. O que prevalece é a preocupação em construir uma narrativa que instigue o leitor e que se caracteriza pelo prazer da leitura.

### Contribuição para uma cultura científica
O jornalismo tradicional prefere lidar com fatos já estabelecidos do que com teorias em desenvolvimento, não sendo rara a divulgação destas como verdades comprovadas, embora exista a todo instante o risco de essas enunciações caírem por terra. No entanto, em livros e reportagens com maior liberdade textual, é possível alcançar um maior grau de aprofundamento informacional. A revista Piauí, além de se dedicar a diversos aspectos da cultura brasileira, tem dedicado espaço a textos que abordam ciência e tecnologia, os quais, em meio a material sobre música, trabalho, política, violência, lazer e arquitetura, é instrumento em potencial na formação de uma cultura científica, de modo a contribuir com a reinserção da ciência na cultura.

## Colunas mais frequentes
- Chegada
- Colaboradores
- Esquina
- Diário
- Perfil
- Quadrinhos
- Ficção
- Poesia
- Despedida

A Piauí não tem, normalmente, colunas definidas. Isto supostamente imprime à publicação um grau maior de versatilidade e de maleabilidade quanto ao conteúdo disponibilizado. Das citadas acima, "Chegada", "Colaboradores" (que é uma descrição dos profissionais que tiveram naquela edição seus textos publicados na revista), "Esquina", "Quadrinhos" e "Despedida" são as únicas fixas.
A Wikipédia foi tema de matérias da revista em duas ocasiões: uma destaca o envolvimento de um editor com a enciclopédia livre (edição 28) e a outra reflete o tema das cooperações que envolvem os editores de todos os patamares da Wikipédia (edição 70).

## Festival Piauí GloboNews de Jornalismo

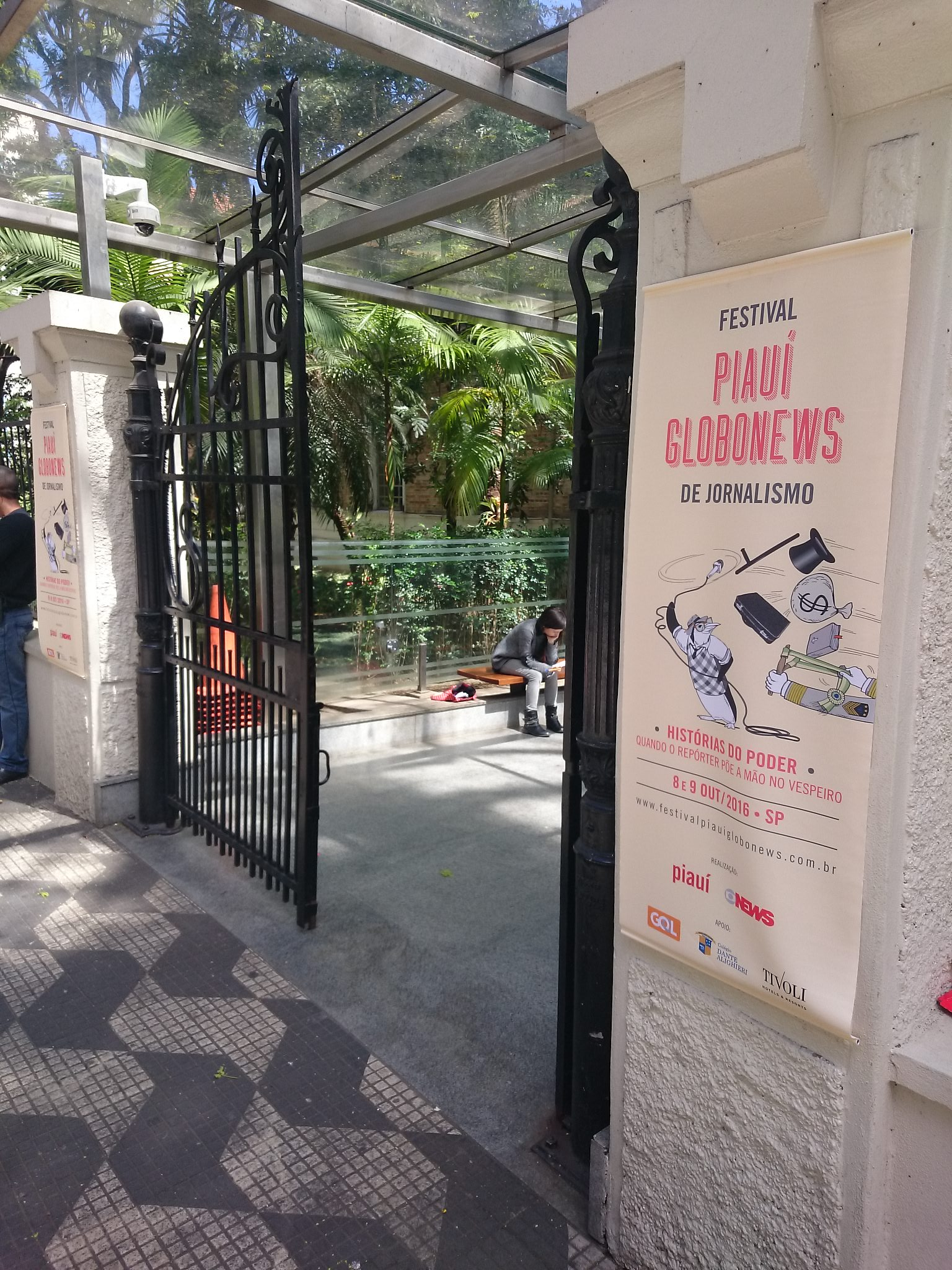
Entrada da terceira edição do festival no Colégio Dante Alighieri em São Paulo

O Festival Piauí GloboNews de Jornalismo ocorre anualmente, desde 2014, na cidade de São Paulo. Inicialmente, era promovido somente pela revista Piauí. Mas a partir de 2015 passou a contar com a coorganização do canal de TV GloboNews. A curadoria das três primeiras edições foi realizada pela jornalista Daniela Pinheiro.
Organizado a cada ano gira em torno de eixos temáticos, o festival procura abordar questões fundamentais do jornalismo a partir de uma perspectiva não acadêmica, mas que prefere discuti-las a partir dos relatos de experiências práticas as quais se constituam como realizações atuais e relevantes para a área. Assim, temas como as novas experiências do jornalismo contemporâneo, a extensão e relevância do processo de apuração e as coberturas sobre o poder constituíram, respectivamente, as três primeiras edições do festival.
Já passaram pelo evento vários vencedores do Prêmio Pulitzer e jornalistas renomados como Seymour Hersh e Anabel Hernández. Na seção Conversa com a Fonte, grandes nomes da política brasileira já entrevistados pela revista, como Fernando Henrique Cardoso e Ciro Gomes, reencontram os repórteres que realizaram seus perfis para uma conversa diante do público.

### I Festival Piauí de Jornalismo
A primeira edição do evento ocorreu nos dias 15 e 16 de novembro de 2014 no Colégio Dante Alighieri, em São Paulo. Com o slogan “Onde é que isso vai parar?”, o festival contou com oito debates, cada um deles com um palestrante estrangeiro e dois mediadores brasileiros, a fim de trazer experiências originais do jornalismo contemporâneo. Os debates contaram ainda com o ex-presidente da República Fernando Henrique Cardoso e o advogado criminalista Antonio Carlos de Almeida Castro, o Kakay, que já tinham sido perfilados pela revista Piauí, em entrevistas mediadas pelo documentarista João Moreira Salles e a jornalista Daniela Pinheiro, respectivamente.
Participaram da primeira edição Laura Zommer (Chequeado), Andrei Scheinkman (538), Max Fisher (Vox Media), Pamela McCarthy (The New Yorker), Evan Ratliff (Atavist) Carlos Dada (El Faro), Stephen Engelberg (ProPublica), e Nikil Saval (n+1).

### II Festival Piauí GloboNews de Jornalismo
O festival teve como tema “E nada mais foi igual – Repórteres e reportagens que fizeram história”, reunindo jornalistas de diversos países, como Argentina, Estados Unidos e México para discutirem sobre suas experiências na realização de reportagens extensas com apuração delicada.
Participaram da segunda edição Jorge Lanata (Grupo Clarín), Anabel Hernández (Proceso), Ben Anderson (Vice News), Sheri Fink (The New York Times), Daniel Alarcón (Radio Ambulante), Franklin Foer (The New Republic), Seymour Hersh, e Nick Davies (The Guardian).

### III Festival Piauí GloboNews de Jornalismo

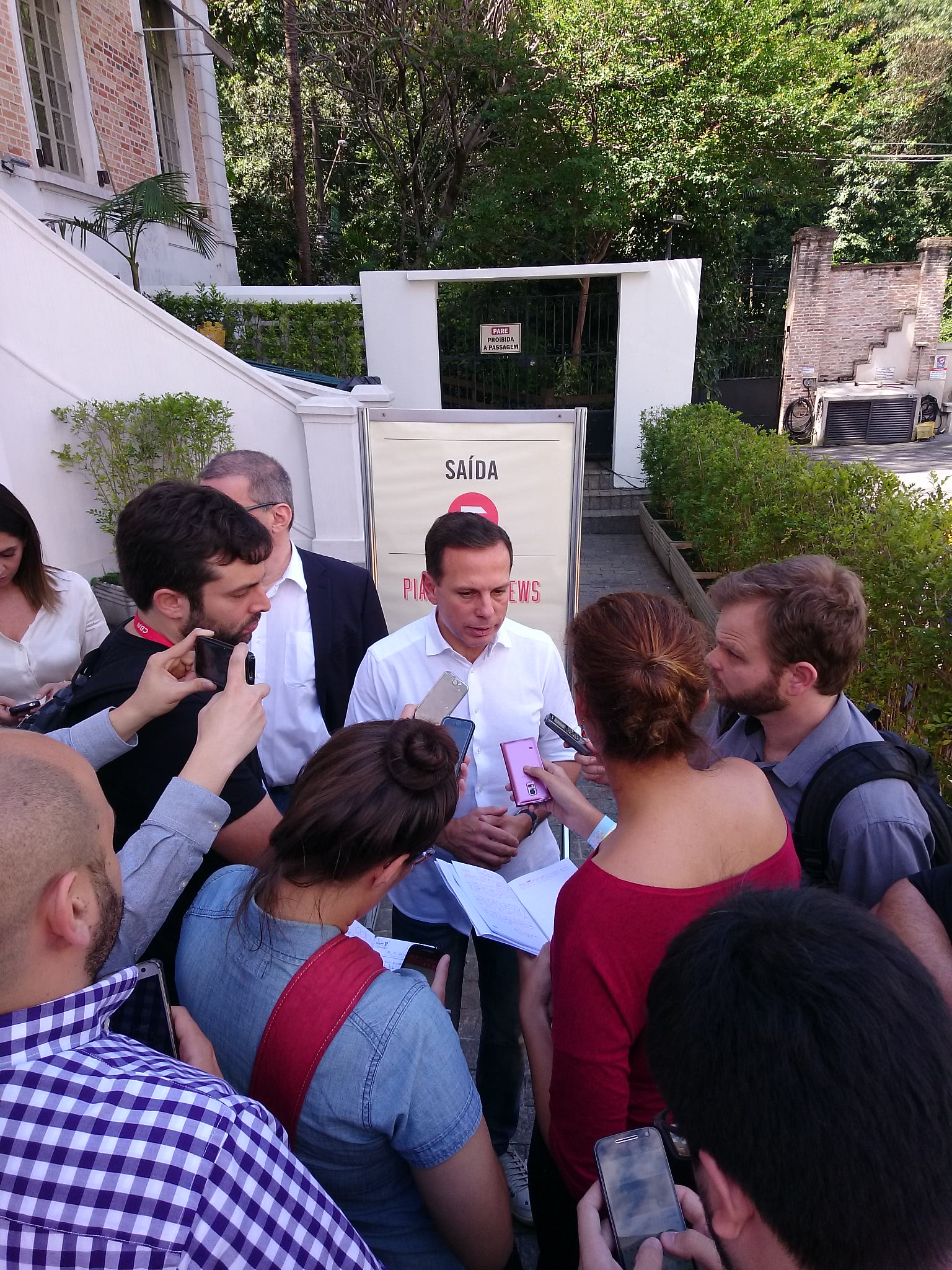
João Dória em entrevista após sua participação no Festival

O III Festival Piauí GloboNews de Jornalismo ocorreu nos dias 8 e 9 de outubro de 2016, novamente no colégio Dante Alighieri. Com a curadoria de Daniela Pinheiro, repórter da revista Piauí, o encontro teve como tema “Histórias do Poder: Quando o Repórter Põe a Mão no Vespeiro”, contando com a participação de oito jornalistas de seis países que se notabilizaram internacionalmente pela publicação de reportagens investigativas sobre diferentes contextos do poder. Na sessão “Conversa com a Fonte”, em que jornalistas da revista se encontram com personalidades de quem já escreveram o perfil, os convidados inicialmente seriam a ex-presidente Dilma Rousseff, o prefeito do Rio de Janeiro, Eduardo Paes, e o ex-governador do Ceará, Ciro Gomes.
A terceira edição contou com a participação de Walter Robinson (The Boston Globe — Estados Unidos), Jon Lee Anderson (The New Yorker — Estados Unidos), Thomas Kistner (Süddeutsche Zeitung — Alemanha), Ginna Morelo (El Tiempo — Colômbia), Mikhail Zygar (Dozhd — Rússia), César Batiz (El Pitazo — Venezuela), Michael Hudson (ICIJ — Estados Unidos), Gianni Barbacetto (Il Fatto Quotidiano — Itália).
O festival contou ainda com a primeira Oficina de Fact-Checking da Agência Lupa, em parceria com o Grupo Wikimedia Brasileiro de Educação e Pesquisa. Durante o evento, além de palestras sobre metodologia de checagem e edição da Wikipédia, um grupo de 16 estudantes universitários realizou atividades práticas em verbetes da Wikipédia.

## Prêmios
- 6ª revista mais admirada do Brasil - Troiano Consultoria de Marca e Meio & Mensagem (jan/2010)
- Prêmio Especial do Júri do 21º Prêmio Veículos de Comunicação - Editora Referência (nov/07)
- Revista do Ano - Revista About (2007)
- Destaque do Ano do Prêmio Colunistas Rio - Editora Referência (2007)
- Melhor Jornalista de Mídia Impressa – Daniela Pinheiro - Portal e Revista Imprensa (mar/08)
- Veículo Impresso do Ano - Prêmio Colunistas (2009)
- Prêmio ABERJE 2009 - Mídia do Ano em Comunicação Empresarial Brasil, na categoria Revista.
- Prêmio Esso 2010 - Prêmio Esso de Informação Científica, Tecnológica e Ecológica, com o trabalho “Artur tem um Problema”.[28]
- 2019: Menção Honrosa do Prêmio Vladimir Herzog por Texto, pela obra "O meio ambiente como estorvo", concedido a Bernardo Esteves Gonçalves da Costa[29]